# Copa do Mundo de Futsal de 2021
A Copa do Mundo de Futsal da FIFA de 2021 foi a nona edição da competição organizada pela Federação Internacional de Futebol (FIFA). O evento foi realizado na Lituânia entre os dias 12 de setembro e 3 de outubro.
O torneio estava originalmente programado para acontecer de 12 de setembro a 4 de outubro de 2020, como a "Copa do Mundo de Futsal da FIFA 2020". No entanto, devido à pandemia COVID-19, a FIFA anunciou em 12 de maio de 2020 o adiamento para 2021.

## Candidatura
Os seguintes países apresentaram candidatura para sediar o torneio com o aval do Comitê Executivo da FIFA:
- Cazaquistão
- Costa Rica
- Croácia
- Emirados Árabes Unidos
- Irão
- Japão
- Lituânia
- Nova Zelândia

República Checa, Egito, Geórgia, Países Baixos e Estados Unidos manifestaram interesse, mas não chegaram a se candidatar. 
Os anfitriões seriam originalmente designados em dezembro de 2016, mas foram adiadas para dezembro de 2017. Cazaquistão, Emirados Árabes Unidos, Costa Rica e Croácia não foram considerados pela Comitê Executivo. Finalmente, em 26 de outubro de 2018, a eleição da Lituânia como sede da Copa do Mundo de futsal foi anunciada no Conselho da FIFA em Kigali, Ruanda.

## Seleções qualificadas
| Confederação                                  | Torneio de qualificação        | Classificado (s) | Pres. | Ult. | Melhor desempenho                       |
| --------------------------------------------- | ------------------------------ | ---------------- | ----- | ---- | --------------------------------------- |
| AFC (Ásia)                                    | Campeonato Asiático de 2020    | Japão            | 5ª    | 2012 | Oitavas de final (2012)                 |
| AFC (Ásia)                                    | Campeonato Asiático de 2020    | Irã              | 8ª    | 2016 | Terceiro lugar (2016)                   |
| AFC (Ásia)                                    | Campeonato Asiático de 2020    | Uzbequistão      | 2ª    | 2016 | Fase de grupos (2016)                   |
| AFC (Ásia)                                    | Campeonato Asiático de 2020    | Tailândia        | 6ª    | 2016 | Oitavas de final (2012 e 2016)          |
| AFC (Ásia)                                    | Campeonato Asiático de 2020    | Vietnã           | 2ª    | 2016 | Oitavas de final (2016)                 |
| CAF (África)                                  | Campeonato Africano de 2020    | Egito            | 6ª    | 2016 | Quartas de final (2016)                 |
| CAF (África)                                  | Campeonato Africano de 2020    | Marrocos         | 2ª    | 2016 | Fase de grupos (2012, 2016)             |
| CAF (África)                                  | Campeonato Africano de 2020    | Angola           | 1ª    | –    | Estreante                               |
| CONCACAF (América do Norte, Central e Caribe) | Campeonato da CONCACAF de 2020 | Estados Unidos   | 6ª    | 2008 | Vice-campeão (1992)                     |
| CONCACAF (América do Norte, Central e Caribe) | Campeonato da CONCACAF de 2020 | Panamá           | 3ª    | 2016 | Oitavas de final (2012)                 |
| CONCACAF (América do Norte, Central e Caribe) | Campeonato da CONCACAF de 2020 | Costa Rica       | 5ª    | 2016 | Oitavas de final (2016)                 |
| CONCACAF (América do Norte, Central e Caribe) | Campeonato da CONCACAF de 2020 | Guatemala        | 5ª    | 2016 | Fase de grupos (2000, 2008, 2012, 2016) |
| CONMEBOL (América do Sul)                     | Eliminatórias Sul-Americanas   | Brasil           | 9ª    | 2016 | Campeão (1989, 1992, 1996, 2008, 2012)  |
| CONMEBOL (América do Sul)                     | Eliminatórias Sul-Americanas   | Venezuela        | 1ª    | –    | Estreante                               |
| CONMEBOL (América do Sul)                     | Eliminatórias Sul-Americanas   | Paraguai         | 7ª    | 2016 | Quartas da final (2016)                 |
| CONMEBOL (América do Sul)                     | Eliminatórias Sul-Americanas   | Argentina        | 8ª    | 2016 | Campeão (2016)                          |
| OFC (Oceania)                                 | Campeonato da Oceania de 2019  | Ilhas Salomão    | 4ª    | 2016 | Fase de grupos (2008, 2012, 2016)       |
| UEFA (Europa)                                 | País-sede                      | Lituânia         | 1ª    | –    | Estreante                               |
| UEFA (Europa)                                 | Eliminatórias Europeias        | RFU              | 7ª    | 2016 | Vice-campeão (2016)                     |
| UEFA (Europa)                                 | Eliminatórias Europeias        | Portugal         | 6ª    | 2016 | Terceiro lugar (2000)                   |
| UEFA (Europa)                                 | Eliminatórias Europeias        | Espanha          | 9ª    | 2016 | Campeão (2000, 2004)                    |
| UEFA (Europa)                                 | Eliminatórias Europeias        | Cazaquistão      | 2ª    | 2016 | Oitavas de final (2016)                 |
| UEFA (Europa)                                 | Eliminatórias Europeias        | República Checa  | 4ª    | 2012 | Quartas de final (2012)                 |
| UEFA (Europa)                                 | Eliminatórias Europeias        | Sérvia           | 2ª    | 2012 | Oitavas de final (2012)                 |

## Sedes
A Lituânia apresentou três cidades – Vilnius (Avia Solutions Group Arena), Caunas (Žalgiris Arena) e Klaipėda (Švyturys Arena) em sua tentativa de sediar o evento. Durante a conferência de imprensa em 22 de novembro de 2018, foi revelado que a Federação Lituana de Futebol gostaria de expandir o número de cidades-sede com até três locais adicionais. Šiauliai (Šiauliai Arena), Panevėžys (Cido Arena) e Alytus (Alytus Arena) foram nomeados como candidatos adicionais. Na última inspeção da FIFA concluída em 10 de maio de 2019, foram selecionadas cinco potenciais cidades sede, sendo elas Vilnius, Caunas, Klaipėda, Šiauliai e Panevėžys.
A decisão final foi tomada em 16 de outubro de 2019, com a confirmação de três cidades: Vilnius (Siemens Arena), Caunas (Žalgiris Arena) e Klaipėda (Švyturys Arena).
| Vilnius                    | Caunas             | Klaipėda          |
| -------------------------- | ------------------ | ----------------- |
| Avia Solutions Group Arena | Žalgiris Arena     | Švyturys Arena    |
| Capacidade: 10 000         | Capacidade: 13 807 | Capacidade: 6 200 |
|                            |                    |                   |
| Vilnius Kaunas Klaipėda    |                    |                   |

## Árbitros
Os seguintes árbitros foram designados para o torneio:
| Confederação | Árbitros                  |
| ------------ | ------------------------- |
| AFC          | BHR Hussain Al-Bahhar     |
| AFC          | UAE Fahad Alhosani        |
| AFC          | CHN An Ran                |
| AFC          | KGZ Nurdin Bukuev         |
| AFC          | JPN Tomohiro Kozaki       |
| AFC          | IRN Ebrahim Mehrabi       |
| AFC          | IRN Gelareh Namezi        |
| AFC          | AUS Ryan Shepheard        |
| CAF          | EGY Mohamed Hassan        |
| CAF          | MAR Khalid Hnich          |
| CAF          | TUN Aymen Kammoun         |
| CAF          | EGY Tarek Samy            |
| CONMEBOL     | CHI Cristian Espíndola    |
| CONMEBOL     | BOL Henry Gutiérrez       |
| CONMEBOL     | PAR Carlos Martínez       |
| CONMEBOL     | CHI Valeria Palma         |
| CONMEBOL     | ARG María Estefanía Pinto |
| CONMEBOL     | URU Daniel Rodríguez      |
| CONMEBOL     | ARG Dario Santamaria      |
| CONMEBOL     | BRA Gean Telles           |

| Confederação | Árbitros                     |
| ------------ | ---------------------------- |
| CONCACAF     | CRC Ronny Castro             |
| CONCACAF     | SLV Jorge Flores             |
| CONCACAF     | GUA Carlos González          |
| CONCACAF     | PAN Roberto López            |
| CONCACAF     | CRC Diego Molina             |
| CONCACAF     | USA Josh Wilkens             |
| OFC          | NZL Antony Riley             |
| OFC          | NZL Chris Sinclair           |
| UEFA         | CZE Ondřej Černý             |
| UEFA         | ESP Juan José Cordero        |
| UEFA         | POR Eduardo Fernandes Coelho |
| UEFA         | CRO Nikola Jelić             |
| UEFA         | HUN Gábor Kovács             |
| UEFA         | ESP Alejandro Martínez       |
| UEFA         | SUI Daniel Matković          |
| UEFA         | FRA Cédric Pelissier         |
| UEFA         | ITA Chiara Perona            |
| UEFA         | RUS Irina Velikanova         |
| UEFA         | BUL Borislav Kolev[RES]      |

•* RES. ^ Árbitro reserva

## Sorteio
O sorteio que determinou a composição dos grupos ocorreu em 1 de junho de 2021 (17:00 CEST), na sede da FIFA em Zurique, Suíça. As equipes foram divididas em quatro potes com seis seleções cada com base em uma classificação criada considerando o desempenho de cada país na Copa do Mundo nas últimas cinco edições; quanto mais recente o torneio, maior o peso dado a esses resultados. Os pontos de bônus também foram atribuídos às equipes que ganharam o campeonato de sua confederação durante a qualificação. Nenhum grupo poderia conter mais do que uma equipe de cada confederação, com exceção de um grupo com duas equipes da UEFA devido ao fato de haver sete equipes europeias no total. A composição final dos potes foi a seguinte:
| Pote 1                                                                          | Pote 2                                                              | Pote 3                                                              | Pote 4                                                                  |
| ------------------------------------------------------------------------------- | ------------------------------------------------------------------- | ------------------------------------------------------------------- | ----------------------------------------------------------------------- |
| - Lituânia (assegurado como A1) - Espanha - Brasil - Argentina - RFU - Portugal | - Irã - Paraguai - Egito - Costa Rica - Tailândia - República Checa | - Ilhas Salomão - Japão - Guatemala - Cazaquistão - Sérvia - Panamá | - Marrocos - Vietnã - Estados Unidos - Uzbequistão - Angola - Venezuela |

## Fase de grupos
As duas primeiras equipes de cada grupo mais os quatro melhores terceiro colocados avançam para as oitavas de final.
O calendário de jogos foi publicado em 30 de abril de 2021, após o sorteio.
Critérios de desempate
1. pontos obtidos em todas as partidas do grupo;
2. diferença de gols em todos os jogos do grupo;
3. número de gols marcados em todas as partidas do grupo;

Se duas ou mais equipes terminarem empatadas com base nos três critérios acima, suas classificações serão determinadas da seguinte forma:
1. pontos obtidos nas partidas do grupo entre as equipes em questão;
2. diferença de gols nas partidas do grupo entre as equipes em questão;
3. número de gols marcados nas partidas do grupo entre as equipes em questão;
4. pontos de fair play em todas as partidas do grupo;
5. sorteio pelo Comitê Organizador da FIFA.

|  | Equipes classificadas às oitavas de final               |
|  | Equipes classificadas como melhores terceiras colocadas |
|  | Equipes eliminadas                                      |

Todas as partidas seguem o fuso horário local (UTC+3).

### Grupo A
| Seleção     | P | J | V | E | D | GP | GC | SG |
| ----------- | - | - | - | - | - | -- | -- | -- |
| Cazaquistão | 7 | 3 | 2 | 1 | 0 | 10 | 2  | +8 |
| Venezuela   | 7 | 3 | 2 | 1 | 0 | 4  | 2  | +2 |
| Costa Rica  | 3 | 3 | 1 | 0 | 2 | 7  | 9  | –2 |
| Lituânia    | 0 | 3 | 0 | 0 | 3 | 3  | 11 | –4 |

| 12 de setembro | Cazaquistão                                                                    | 6 – 1            | Costa Rica    | Žalgiris Arena, Caunas      |
| 18:00          | Yessenamanov 10' · Tursagulov 11' · Douglas 14' · Taynan 17', 27' · Orazov 27' | Relatório (FIFA) | Rodríguez 12' | Árbitro: EGY Mohamed Hassan |

| 12 de setembro | Lituânia     | 1 – 2            | Venezuela           | Žalgiris Arena, Caunas      |
| 20:00          | Zagurskas 7' | Relatório (FIFA) | Sanz 3' · Vidal 38' | Árbitro: NZL Chris Sinclair |

| 15 de setembro | Costa Rica | 0 – 1            | Venezuela   | Žalgiris Arena, Caunas |
| 18:00          |            | Relatório (FIFA) | Morillo 18' | Árbitro: CHN An Ran    |

| 15 de setembro | Lituânia | 0 – 3            | Cazaquistão                                | Žalgiris Arena, Caunas    |
| 20:00          |          | Relatório (FIFA) | Taynan 1' · Tursagulov 30' · Akbalikov 36' | Árbitro: HUN Gábor Kovács |

| 18 de setembro | Costa Rica                                            | 6 – 2            | Lituânia                    | Žalgiris Arena, Caunas       |
| 20:00          | Tijerino 19', 29' · Cordero 19' · Gomez 32', 34', 40' | Relatório (FIFA) | Samsonik 8' · Zagurskas 38' | Árbitro: IRN Ebrahim Mehrabi |

| 18 de setembro | Venezuela | 1 – 1            | Cazaquistão | Avia Solutions Group Arena, Vilnius |
| 20:00          | Vidal 40' | Relatório (FIFA) | Douglas 5'  | Árbitro: TUN Aymen Kammoun          |

### Grupo B
| Seleção     | P | J | V | E | D | GP | GC | SG  |
| ----------- | - | - | - | - | - | -- | -- | --- |
| RFU         | 9 | 3 | 3 | 0 | 0 | 17 | 3  | +14 |
| Uzbequistão | 3 | 3 | 1 | 0 | 2 | 8  | 10 | –2  |
| Guatemala   | 3 | 3 | 1 | 0 | 2 | 9  | 14 | –5  |
| Egito       | 3 | 3 | 1 | 0 | 2 | 7  | 14 | –7  |

| 12 de setembro | RFU | 9 – 0            | Egito | Avia Solutions Group Arena, Vilnius |
| 16:00          | Kudziev 6' · Chishkala 13', 16', 30' · Antoshkin 28' · El-Ashwal 28' (g.c.) · Abramov 31' (pen), 32' · Milovanov 36' | Relatório (FIFA) |       | Árbitro: BRA Gean Telles            |

| 12 de setembro | Uzbequistão                               | 4 – 5            | Guatemala                                          | Avia Solutions Group Arena, Vilnius |
| 18:00          | Ropiev 6', 25', 35' · Enríquez 39' (g.c.) | Relatório (FIFA) | Campaignac 4' · Sandoval 5', 22' · Aguilar 7', 40' | Árbitro: CRO Nikola Jelić           |

| 15 de setembro | Egito                                                       | 6 – 3            | Guatemala                                | Avia Solutions Group Arena, Vilnius |
| 18:00          | Mansour 4' · El-Ashwal 32' · Shoola 35' · Eid 36', 37', 40' | Relatório (FIFA) | Mansilla 16' · P. Ruiz 25' · W. Ruiz 33' | Árbitro: IRN Gelareh Namezi         |

| 15 de setembro | Uzbequistão              | 2 – 4            | RFU                                 | Avia Solutions Group Arena, Vilnius |
| 20:00          | Choriev 21' · Adilov 28' | Relatório (FIFA) | Robinho 10' · Niiazov 11', 35', 35' | Árbitro: CHI Cristian Espíndola     |

| 18 de setembro | Egito   | 1 – 2            | Uzbequistão                 | Avia Solutions Group Arena, Vilnius |
| 18:00          | Eid 19' | Relatório (FIFA) | Nishonov 2' · Rakhmatov 34' | Árbitro: ARG Dario Santamaria       |

| 18 de setembro | Guatemala          | 1 – 4            | RFU                                                    | Žalgiris Arena, Caunas       |
| 18:00          | Alvarado 25' (pen) | Relatório (FIFA) | Afanasev 2' · Asadov 10' · Abramov 14' · Antoshkin 27' | Árbitro: BOL Henry Gutiérrez |

### Grupo C
| Seleção       | P | J | V | E | D | GP | GC | SG  |
| ------------- | - | - | - | - | - | -- | -- | --- |
| Portugal      | 7 | 3 | 2 | 1 | 0 | 14 | 4  | +10 |
| Marrocos      | 5 | 3 | 1 | 2 | 0 | 10 | 4  | +6  |
| Tailândia     | 4 | 3 | 1 | 1 | 1 | 11 | 9  | +2  |
| Ilhas Salomão | 0 | 3 | 0 | 0 | 3 | 4  | 22 | –18 |

| 13 de setembro | Marrocos                                                                         | 6 – 0            | Ilhas Salomão | Žalgiris Arena, Caunas        |
| 18:00          | El Mesrar 2' · Saoud 3' · El Fenni 18' · Bakkali 28' · Boumezou 31' · Borite 34' | Relatório (FIFA) |               | Árbitro: URU Daniel Rodríguez |

| 13 de setembro | Tailândia       | 1 – 4            | Portugal                                     | Žalgiris Arena, Caunas    |
| 20:00          | Sornwichian 16' | Relatório (FIFA) | Bruno 20' · Erick 27' · Zicky 30' · Pany 32' | Árbitro: CRC Ronny Castro |

| 16 de setembro | Ilhas Salomão | 0 – 7            | Portugal                                                                           | Žalgiris Arena, Caunas       |
| 18:00          |               | Relatório (FIFA) | Fábio 4' · Ricardinho 12' · André 20', 23' · Sia 26' (g.c.) · Erick 30' · Pany 38' | Árbitro: PAR Carlos Martínez |

| 16 de setembro | Tailândia       | 1 – 1            | Marrocos  | Žalgiris Arena, Caunas        |
| 20:00          | Sornwichian 40' | Relatório (FIFA) | Jouad 18' | Árbitro: RUS Irina Velikanova |

| 19 de setembro | Ilhas Salomão                                | 4 – 9            | Tailândia | Žalgiris Arena, Caunas        |
| 18:00          | Mana 15' · Ragomo 27' (pen), 38' · Sia 40' · | Relatório (FIFA) | Rattanawongswas 4' · Thueanklang 6', 32', 39' · Wongkaeo 17' · Chudech 24', 34' · Sornwichian 37' · Kaewwilai 39' | Árbitro: FRA Cédric Pelissier |

| 19 de setembro | Portugal                               | 3 – 3            | Marrocos                               | Avia Solutions Group Arena, Vilnius |
| 18:00          | Fábio 9' · Tiago 17' · Bruno 29' (pen) | Relatório (FIFA) | Jouad 2' · El Ayyane 24' · Bakkali 37' | Árbitro: NZL Antony Riley           |

### Grupo D
| Seleção         | P | J | V | E | D | GP | GC | SG  |
| --------------- | - | - | - | - | - | -- | -- | --- |
| Brasil          | 9 | 3 | 3 | 0 | 0 | 18 | 2  | +16 |
| República Checa | 4 | 3 | 1 | 1 | 1 | 6  | 6  | 0   |
| Vietnã          | 4 | 3 | 1 | 1 | 1 | 5  | 12 | –7  |
| Panamá          | 0 | 3 | 0 | 0 | 3 | 4  | 13 | –9  |

| 13 de setembro | Panamá        | 1 – 5            | República Checa                               | Švyturys Arena, Klaipėda    |
| 18:00          | Goodridge 39' | Relatório (FIFA) | Záruba 2' · Seidler 5', 9', 10' · Rešetár 30' | Árbitro: UAE Fahad Alhosani |

| 13 de setembro | Vietnã              | 1 – 9            | Brasil                                                                              | Švyturys Arena, Klaipėda       |
| 20:00          | Khổng Đình Hùng 14' | Relatório (FIFA) | Rodrigo 3' · Ferrão 5', 7', 21', 24' · Dieguinho 14', 28' · Pito 19' · Leonardo 36' | Árbitro: ESP Juan José Cordero |

| 16 de setembro | Panamá              | 2 – 3            | Vietnã                                                       | Švyturys Arena, Klaipėda              |
| 18:00          | Castrellón 10', 20' | Relatório (FIFA) | Nguyễn Minh Trí 2' · Châu Đoàn Phát 8' · Nguyễn Văn Hiếu 27' | Árbitro: POR Eduardo Fernandes Coelho |

| 16 de setembro | Brasil                                     | 4 – 0            | República Checa | Švyturys Arena, Klaipėda     |
| 20:00          | Ferrão 23', 24' · Rodrigo 26' · Marlon 40' | Relatório (FIFA) |                 | Árbitro: GUA Carlos González |

| 19 de setembro | Brasil                                                           | 5 – 1            | Panamá       | Švyturys Arena, Klaipėda     |
| 16:00          | Vinícius 15' · Gadeia 18' · Leonardo 29' · Pito 40' · Arthur 40' | Relatório (FIFA) | Maquensi 32' | Árbitro: SUI Daniel Matković |

| 19 de setembro | República Checa | 1 – 1            | Vietnã             | Žalgiris Arena, Caunas             |
| 16:00          | Rešetár 36'     | Relatório (FIFA) | Châu Đoàn Phát 35' | Árbitro: ARG María Estefanía Pinto |

### Grupo E
| Seleção  | P | J | V | E | D | GP | GC | SG  |
| -------- | - | - | - | - | - | -- | -- | --- |
| Espanha  | 9 | 3 | 3 | 0 | 0 | 12 | 3  | +9  |
| Paraguai | 6 | 3 | 2 | 0 | 1 | 6  | 6  | 0   |
| Japão    | 3 | 3 | 1 | 0 | 2 | 11 | 10 | +1  |
| Angola   | 0 | 3 | 0 | 0 | 3 | 6  | 16 | –10 |

| 14 de setembro | Paraguai | 0 – 4            | Espanha                                            | Švyturys Arena, Klaipėda  |
| 18:00          |          | Relatório (FIFA) | Solano 9' · Fernández 20' · Gómez 29' · Campos 40' | Árbitro: MAR Khalid Hnich |

| 14 de setembro | Angola                                          | 4 – 8            | Japão                                                                     | Švyturys Arena, Klaipėda  |
| 20:00          | Guga 19', 21' · Hoshi 24' (g.c.) · Kaluanda 29' | Relatório (FIFA) | Oliveira 13', 20', 23', 37' · Murota 14' · Hoshi 25', 40' · Nishitani 25' | Árbitro: CRC Diego Molina |

| 17 de setembro | Espanha                                      | 4 – 2            | Japão               | Švyturys Arena, Klaipėda   |
| 18:00          | Díaz 4' · Chino 26' · Campos 30' · Tolrà 39' | Relatório (FIFA) | Hoshi 5' · Henmi 8' | Árbitro: CHI Valeria Palma |

| 17 de setembro | Angola       | 1 – 4            | Paraguai                                           | Švyturys Arena, Klaipėda    |
| 20:00          | Manosele 10' | Relatório (FIFA) | Salas 3' · Rejala 13' · Báez 14' · F. Martínez 17' | Árbitro: AUS Ryan Shepheard |

| 20 de setembro | Espanha                            | 4 – 1            | Angola   | Švyturys Arena, Klaipėda  |
| 18:00          | Fernández 4', 25', 27' · Ortiz 20' | Relatório (FIFA) | Guga 19' | Árbitro: USA Josh Wilkens |

| 20 de setembro | Japão      | 1 – 2            | Paraguai                 | Avia Solutions Group Arena, Vilnius |
| 18:00          | Shimizu 3' | Relatório (FIFA) | Mareco 7' · J. Salas 33' | Árbitro: PAN Roberto López          |

### Grupo F
| Seleção        | P | J | V | E | D | GP | GC | SG  |
| -------------- | - | - | - | - | - | -- | -- | --- |
| Argentina      | 9 | 3 | 3 | 0 | 0 | 17 | 3  | +14 |
| Irã            | 6 | 3 | 2 | 0 | 1 | 8  | 6  | +2  |
| Sérvia         | 3 | 3 | 1 | 0 | 2 | 11 | 7  | +4  |
| Estados Unidos | 0 | 3 | 0 | 0 | 3 | 2  | 22 | –20 |

| 14 de setembro | Sérvia                    | 2 – 3            | Irã                                     | Avia Solutions Group Arena, Vilnius |
| 18:00          | Stojković 18' · Tomić 38' | Relatório (FIFA) | Ahmadi 4' · Fakhim 4' · Esmaeilpour 37' | Árbitro: GUA Carlos González        |

| 14 de setembro | Argentina                                                                                             | 11 – 0           | Estados Unidos | Avia Solutions Group Arena, Vilnius |
| 20:00          | Brandi 1', 2', 12', 40' · Cuzzolino 4' · Rescia 5' · Basile 7', 16' · Claudino 17', 25' · Borruto 24' | Relatório (FIFA) |                | Árbitro: CZE Ondřej Černý           |

| 17 de setembro | Irã                                                        | 4 – 2            | Estados Unidos   | Avia Solutions Group Arena, Vilnius |
| 18:00          | Tavakoli 3' · Javid 7' · Esmaeilpour 10' · Ahmadabbasi 39' | Relatório (FIFA) | Gonzalez 3', 36' | Árbitro: EGY Tarek Samy             |

| 17 de setembro | Argentina                                                        | 4 – 2            | Sérvia                   | Avia Solutions Group Arena, Vilnius |
| 20:00          | Aksentijević 9' (g.c.) · Brandi 11' · Vaporaki 11' · Borruto 24' | Relatório (FIFA) | Rakić 7' · Lazarević 10' | Árbitro: KGZ Nurdin Bukuev          |

| 20 de setembro | Irã             | 1 – 2            | Argentina                    | Avia Solutions Group Arena, Vilnius |
| 20:00          | Hassanzadeh 30' | Relatório (FIFA) | Cuzzolino 24' · Stazzone 27' | Árbitro: ESP Alejandro Martínez     |

| 20 de setembro | Estados Unidos | 0 – 7            | Sérvia                                                                                      | Švyturys Arena, Klaipėda    |
| 20:00          |                | Relatório (FIFA) | Rakić 6' · Tomić 8', 17' · Petrov 20' · Milosavljević 32' · Lazarević 33' · Radovanović 38' | Árbitro: NZL Chris Sinclair |

### Melhores terceiros classificados
As melhores quatro seleções terceiro colocadas nos grupos também avançam para as oitavas de final.
| Seleção    | P | J | V | E | D | GP | GC | SG | Grupo |
| ---------- | - | - | - | - | - | -- | -- | -- | ----- |
| Tailândia  | 4 | 3 | 1 | 1 | 1 | 11 | 9  | +2 | C     |
| Vietnã     | 4 | 3 | 1 | 1 | 1 | 5  | 12 | –7 | D     |
| Sérvia     | 3 | 3 | 1 | 0 | 2 | 11 | 7  | +4 | F     |
| Japão      | 3 | 3 | 1 | 0 | 2 | 11 | 10 | +1 | E     |
| Costa Rica | 3 | 3 | 1 | 0 | 2 | 7  | 9  | –2 | A     |
| Guatemala  | 3 | 3 | 1 | 0 | 2 | 9  | 14 | –5 | B     |

## Fase final
|  | Oitavas de final         | Oitavas de final         |                          |       | Quartas de final | Quartas de final |                       |                       | Semifinais | Semifinais |  |  | Final | Final |
|  |                          |                          |                          |       |                  |                  |                       |                       |            |            |  |  |       |       |
|  | 22 de setembro – Caunas  |                          |                          |       |                  |                  |                       |                       |            |            |  |  |       |       |
|  |                          |                          |                          |       |                  |                  |                       |                       |            |            |  |  |       |       |
|  | Venezuela                | 2                        |                          |       |                  |                  |                       |                       |            |            |  |  |       |       |
|  | Venezuela                | 2                        | 26 de setembro – Vilnius |       |                  |                  |                       |                       |            |            |  |  |       |       |
|  | Marrocos                 | 3                        |                          |       |                  |                  |                       |                       |            |            |  |  |       |       |
|  | Marrocos                 | 3                        | Marrocos                 | 0     |                  |                  |                       |                       |            |            |  |  |       |       |
|  | 23 de setembro – Caunas  |                          | Marrocos                 | 0     |                  |                  |                       |                       |            |            |  |  |       |       |
|  |                          | Brasil                   | 1                        |       |                  |                  |                       |                       |            |            |  |  |       |       |
|  | Brasil                   | Brasil                   | 1                        | 4     |                  |                  |                       |                       |            |            |  |  |       |       |
|  | Brasil                   |                          | 29 de setembro – Caunas  | 4     |                  |                  |                       |                       |            |            |  |  |       |       |
|  | Japão                    | 2                        |                          |       |                  |                  |                       |                       |            |            |  |  |       |       |
|  | Japão                    | 2                        | Brasil                   | 1     |                  |                  |                       |                       |            |            |  |  |       |       |
|  | 22 de setembro – Vilnius |                          | Brasil                   | 1     |                  |                  |                       |                       |            |            |  |  |       |       |
|  |                          | Argentina                | 2                        |       |                  |                  |                       |                       |            |            |  |  |       |       |
|  | RFU                      | Argentina                | 2                        | 3     |                  |                  |                       |                       |            |            |  |  |       |       |
|  | RFU                      | 26 de setembro – Caunas  |                          | 3     |                  |                  |                       |                       |            |            |  |  |       |       |
|  | Vietnã                   | 2                        |                          |       |                  |                  |                       |                       |            |            |  |  |       |       |
|  | Vietnã                   | 2                        | RFU                      | 1 (4) |                  |                  |                       |                       |            |            |  |  |       |       |
|  | 23 de setembro – Vilnius |                          | RFU                      | 1 (4) |                  |                  |                       |                       |            |            |  |  |       |       |
|  |                          | Argentina (pen)          | 1 (5)                    |       |                  |                  |                       |                       |            |            |  |  |       |       |
|  | Argentina                | Argentina (pen)          | 1 (5)                    | 6     |                  |                  |                       |                       |            |            |  |  |       |       |
|  | Argentina                |                          | 3 de outubro – Caunas    | 6     |                  |                  |                       |                       |            |            |  |  |       |       |
|  | Paraguai                 | 1                        |                          |       |                  |                  |                       |                       |            |            |  |  |       |       |
|  | Paraguai                 | 1                        | Argentina                | 1     |                  |                  |                       |                       |            |            |  |  |       |       |
|  | 24 de setembro – Vilnius |                          | Argentina                | 1     |                  |                  |                       |                       |            |            |  |  |       |       |
|  |                          | Portugal                 | 2                        |       |                  |                  |                       |                       |            |            |  |  |       |       |
|  | Espanha                  | Portugal                 | 2                        | 5     |                  |                  |                       |                       |            |            |  |  |       |       |
|  | Espanha                  | 27 de setembro – Vilnius |                          | 5     |                  |                  |                       |                       |            |            |  |  |       |       |
|  | República Checa          | 2                        |                          |       |                  |                  |                       |                       |            |            |  |  |       |       |
|  | República Checa          | 2                        | Espanha                  | 2     |                  |                  |                       |                       |            |            |  |  |       |       |
|  | 24 de setembro – Caunas  |                          | Espanha                  | 2     |                  |                  |                       |                       |            |            |  |  |       |       |
|  |                          | Portugal (pro)           | 4                        |       |                  |                  |                       |                       |            |            |  |  |       |       |
|  | Portugal (pro)           | Portugal (pro)           | 4                        | 4     |                  |                  |                       |                       |            |            |  |  |       |       |
|  | Portugal (pro)           |                          | 30 de setembro – Caunas  | 4     |                  |                  |                       |                       |            |            |  |  |       |       |
|  | Sérvia                   | 3                        |                          |       |                  |                  |                       |                       |            |            |  |  |       |       |
|  | Sérvia                   | 3                        | Portugal (pen)           | 2 (4) |                  |                  |                       |                       |            |            |  |  |       |       |
|  | 24 de setembro – Vilnius |                          | Portugal (pen)           | 2 (4) |                  |                  |                       |                       |            |            |  |  |       |       |
|  |                          | Cazaquistão              | 2 (3)                    |       | Terceiro lugar   | Terceiro lugar   |                       |                       |            |            |  |  |       |       |
|  | Uzbequistão              | Cazaquistão              | 2 (3)                    | 8     | Terceiro lugar   | Terceiro lugar   |                       |                       |            |            |  |  |       |       |
|  | Uzbequistão              | 27 de setembro – Caunas  | 27 de setembro – Caunas  | 8     |                  |                  | 3 de outubro – Caunas | 3 de outubro – Caunas |            |            |  |  |       |       |
|  | Irã                      | 27 de setembro – Caunas  | 27 de setembro – Caunas  | 9     |                  |                  | 3 de outubro – Caunas | 3 de outubro – Caunas |            |            |  |  |       |       |
|  | Irã                      | Irã                      | 2                        | 9     | Brasil           | 4                |                       |                       |            |            |  |  |       |       |
|  | 23 de setembro – Caunas  | Irã                      | 2                        |       | Brasil           | 4                |                       |                       |            |            |  |  |       |       |
|  |                          | Cazaquistão              | 3                        |       | Cazaquistão      | 2                |                       |                       |            |            |  |  |       |       |
|  | Cazaquistão              | Cazaquistão              | 3                        | 7     | Cazaquistão      | 2                |                       |                       |            |            |  |  |       |       |
|  | Cazaquistão              |                          |                          | 7     |                  |                  |                       |                       |            |            |  |  |       |       |
|  | Tailândia                | 0                        |                          |       |                  |                  |                       |                       |            |            |  |  |       |       |
|  | Tailândia                | 0                        |                          |       |                  |                  |                       |                       |            |            |  |  |       |       |

### Oitavas de final
| 22 de setembro | RFU                              | 3 – 2            | Vietnã                                | Avia Solutions Group Arena, Vilnius |
| 17:30          | Robinho 11' · Chishkala 18', 30' | Relatório (FIFA) | Nguyễn Đắc Huy 18' · Phạm Đức Hòa 39' | Árbitro: PAN Roberto López          |

| 22 de setembro | Venezuela                    | 2 – 3            | Marrocos              | Žalgiris Arena, Caunas         |
| 20:00          | Viamonte 7' · M. Francia 33' | Relatório (FIFA) | El Mesrar 2', 9', 31' | Árbitro: BHR Hussain Al-Bahhar |

| 23 de setembro | Cazaquistão                                                                                               | 7 – 0            | Tailândia | Žalgiris Arena, Caunas      |
| 17:30          | Tursagulov 3' · Douglas 4' · Jamgrajang 19' (g.c.) · Taynan 23' · Nurgozhin 24' · Knaub 32' · Higuita 37' | Relatório (FIFA) |           | Árbitro: EGY Mohamed Hassan |

| 23 de setembro | Argentina                                                                               | 6 – 1            | Paraguai   | Avia Solutions Group Arena, Vilnius |
| 17:30          | Claudino 26' · Borruto 27' · Bolo Alemany 28' · Basile 29' · Stazzone 35' · Taborda 36' | Relatório (FIFA) | Mareco 13' | Árbitro: KGZ Nurdin Bukuev          |

| 23 de setembro | Brasil                                                | 4 – 2            | Japão                    | Žalgiris Arena, Caunas        |
| 20:00          | Ferrão 5' · Leonardo 31' · Pito 38' · Kato 40' (g.c.) | Relatório (FIFA) | Hoshi 4' · Nishitani 38' | Árbitro: RUS Irina Velikanova |

| 24 de setembro | Uzbequistão                                                                                 | 8 – 9            | Irã                                                                                             | Avia Solutions Group Arena, Vilnius |
| 17:30          | Nishonov 9', 33' · D. Rakhmatov 17' · Ropiev 18' · A. Rakhmatov 28', 39' · Hamroev 31', 40' | Relatório (FIFA) | Hassanzadeh 1', 28' · Javid 5', 25' · Ahmadabbasi 16', 22', 37' · Tavakoli 18' · Oladghobad 30' | Árbitro: CRC Diego Molina           |

| 24 de setembro | Portugal                                   | 4 – 3 (pro)      | Sérvia                                      | Žalgiris Arena, Caunas        |
| 20:00          | Ricardinho 14' · André 15' · Pany 43', 43' | Relatório (FIFA) | Lazarević 23', 28' (pen) · Matos 50' (g.c.) | Árbitro: URU Daniel Rodríguez |

| 24 de setembro | Espanha                                                     | 5 – 2            | República Checa        | Avia Solutions Group Arena, Vilnius |
| 20:00          | Campos 4' · Gómez 5' · Raya 13' · Fernández 15' · Ortiz 39' | Relatório (FIFA) | Rešetár 23' · Holý 32' | Árbitro: JPN Tomohiro Kozaki        |

### Quartas de final
| 26 de setembro | Marrocos | 0 – 1            | Brasil      | Avia Solutions Group Arena, Vilnius |
| 16:00          |          | Relatório (FIFA) | Rodrigo 11' | Árbitro: ESP Juan José Cordero      |

| 26 de setembro | RFU           | 1 – 1 (pro)      | Argentina     | Žalgiris Arena, Caunas    |
| 18:30          | Antoshkin 35' | Relatório (FIFA) | Cuzzolino 25' | Árbitro: NZL Antony Riley |

|                                                        |       | Penalidades                                                       |  |
| Abramov Robinho Lima Antoshkin Chishkala Asadov Rômulo | 4 – 5 | Bolo Alemany Basile Edelstein Stazzone Cuzzolino Claudino Taborda |  |

| 27 de setembro | Espanha                      | 2 – 4 (pro)      | Portugal                                           | Žalgiris Arena, Caunas      |
| 17:30          | Fernández 22' · Martínez 23' | Relatório (FIFA) | André 31' · Zicky 36' · Raya 43' (g.c.) · Pany 48' | Árbitro: EGY Mohamed Hassan |

| 27 de setembro | Irã                             | 2 – 3            | Cazaquistão                                | Avia Solutions Group Arena, Vilnius |
| 20:00          | Oladghobad 8' · Esmaeilpour 15' | Relatório (FIFA) | Samimi 25' (g.c.) · Knaub 29' · Taynan 39' | Árbitro: AUS Ryan Shepheard         |

### Semifinais
| 29 de setembro | Brasil     | 1 – 2            | Argentina                  | Žalgiris Arena, Caunas         |
| 20:00          | Ferrão 17' | Relatório (FIFA) | Vaporaki 11' · Borruto 13' | Árbitro: ESP Juan José Cordero |

| 30 de setembro | Portugal             | 2 – 2 (pro)      | Cazaquistão                 | Žalgiris Arena, Caunas    |
| 20:00          | Pany 23' · Bruno 49' | Relatório (FIFA) | Nurgozhin 40' · Douglas 42' | Árbitro: CRO Nikola Jelić |

|                                   |       | Penalidades                                |  |
| Bruno André Pany Ricardinho Tiago | 4 – 3 | Douglas Tursagulov Higuita Akbalikov Knaub |  |

### Terceiro lugar
| 3 de outubro | Brasil                                                | 4 – 2            | Cazaquistão                    | Žalgiris Arena, Caunas     |
| 18:00        | Taynan 25' (g.c.) · Rodrigo 32' · Ferrão 34' · Lé 35' | Relatório (FIFA) | Guitta 12' (g.c.) · Taynan 31' | Árbitro: CHI Valeria Palma |

### Final
| 3 de outubro | Argentina    | 1 – 2            | Portugal      | Žalgiris Arena, Caunas     |
| 20:00        | Claudino 28' | Relatório (FIFA) | Pany 15', 28' | Árbitro: KGZ Nurdin Bukuev |

## Premiação
| Vencedor           |
| Portugal           |
| ------------------ |
| PORTUGAL 1º título |

| Vice-campeão | Argentina |

| 3° lugar | Brasil |

| 4° lugar | Cazaquistão |

Os seguintes prêmios individuais foram designados no torneio:
| Prêmio FIFA Chuteira de Ouro            | Prêmio FIFA Fair Play | Prêmio FIFA Luva de Ouro | Prêmio FIFA Bola de Ouro                            |
| --------------------------------------- | --------------------- | ------------------------ | --------------------------------------------------- |
| 1. BRA Ferrão 2. POR Pany 3. KAZ Taynan | Cazaquistão           | ARG Nicolás Sarmiento    | 1. POR Ricardinho 2. POR Pany 3. KAZ Douglas Júnior |